# Günther Frei
Günther Hans Frei (St. Gallen, 19 de maio de 1942) é um matemático suíço.

## Obras
- Felix Klein. A biographical sketch. In: Jahrbuch Überblicke Mathematik. 1984, p. 229 (e Felix Klein. In: Collection Mathématique. Université Laval, Volume 40, 1981).
- Leben und Werk von Helmut Hasse. In: Collection Mathématique. Université Laval, 1977 (e Helmut Hasse. In: Collection Math. Volume 38, 1981).
- Helmut Hasse. In: Expositiones Mathematicae. Volume 3. 1985, p. 55–69.
- com Urs Stammbach: Hermann Weyl und die Mathematik an der ETH Zürich 1913–1930. Birkhäuser 1992. http://books.google.com.br/books?id=cEEvFFua56IC&pg=PA1&f=false
- com Urs Stammbach: Die Mathematik an den Zürcher Hochschulen. Birkhäuser 1994. http://books.google.com.br/books?id=UW4XlveewhsC&pg=PA1&f=false
- com Urs Stammbach: Mathematicians and Mathematics in Zürich, at the university and the ETH. Schriftenreihe der ETH Bibliothek 2007.
- com Peter Roquette (Eds.): Emil Artin und Helmut Hasse – die Korrespondenz 1923–1934. Universitätsverlag Göttingen 2008 (zuerst 1981 in Collection Mathématique. Universität Laval).
- (Ed.): Der Briefwechsel David Hilbert–Felix Klein 1886–1918. Vandenhoeck und Ruprecht 1985.
- com Urs Stammbach: Heinz Hopf. In: Ioan James (Ed.): History of Topology. Elsevier 1999.
- The unpublished section eight: on the way to function fields over finite fields. In: Catherine Goldstein, Joachim Schwermer, Norbert Schappacher (Eds.) The shaping of arithmetic – after C. F. Gauss´s Disquisitiones Arithmeticae. Springer 2007 (auch Nachrichten Akad. Wiss. Göttingen 2006),
- Heinrich Weber and the emergence of class field theory. in David Rowe, John McCleary (Ed.) History of modern mathematics. Academic Press, 1989, p. 425.
- Developments in the theory of algebra over number fields. in Jeremy Gray, Karen Parshall (Eds.): Episodes in the history of modern algebra 1800–1950. American Mathematical Society 2007, p. 117–151.
- The reciprocity law from Euler to Eisenstein. in Sasaki, Sugiura, Joseph Dauben: The intersection of history and mathematics. Birkhäuser 1994.